# Poisson-castor
Amia calva
Pour les articles homonymes, voir Calva.
Genre
Espèce
Statut de conservation UICN

 LC  : Préoccupation mineure
L'amie, amie chauve ou poisson-castor, choupique (Amia calva) est la seule espèce actuelle de l'ordre des Amiiformes (qui abondaient au Crétacé).
Elle vit aux États-Unis et au Canada. Son corps est recouvert de petites écailles minces et sa tête cuirassée de longues plaques osseuses.
Les nageoires :
- nageoire dorsale étendue
- nageoire caudale arrondie d'apparence symétrique mais hétérocerque et précédée d'une tache.

Le genre Amia contient aussi des espèces fossiles :
- †Amia hesperia
- †Amia pattersoni
- †Amia robusta
- †Amia scutata

## Évolution et phylogénie
Le poisson-castor (Amia calva) est un poisson à nageoires rayonnées (Actinopterygii) appartenant à l’ordre des Amiiformes. Cet ordre et celui des Lepisosteiformes, qui contient 7 espèces dont les lépisostés, forment l’infra-classe des Holosteii, lignée sœur des Teleostei,,,.
La position phylogénétique du poisson-castor fait cependant débat au sein de la communauté scientifique et les relations du poisson-castor vis-à-vis des Lépisostées et des Téléostéens est discutée,,.
Le scénario le plus répandu, selon laquelle le poisson-castor serait effectivement apparenté aux groupes des Holostéens est fervemment soutenue d’un point de vue phylogénomique par l’organisation génomique et l’ordre des gènes du poisson-castor,.  
Le second scénario soutient que le poisson-castor ferait partie, avec les Téléostéens, des Halecostomi en raison de similarités morphologiques,.
En 2021, un nouvel assemblage du génome du poisson-castor au niveau chromosomique révèle qu’en dépit d’un caryotype présentant des similitudes superficiellement convergentes avec celles des Téléostéens, l’organisation chromosomique indique une relation phylogénique plus proche de celle du lépisosté osseux que de celle des Téléostéens prouvant ainsi la monophylie des poissons Holostéens. Les similitudes caryotypiques entre le poisson-castor et les Téléostéens sont dus à une évolution convergente plutôt qu'à une origine commune.

### Séquençage génomique du poisson-castor au service de la biologie évolutive du développement
Plus de 96% des espèces de poissons à nageoires rayonnées existantes appartiennent au groupe de Téléostéens, ainsi il existe un grand décalage dans le séquençage génomique car peu de représentants Holostéens demeurent pour l’exploration développementale et génomique.
L’ancêtre commun des Téléostéens existants a subi une duplication complète du génome qui a résulté en une divergence fonctionnelle des gènes dupliqués que l’on retrouve chez la plupart des Téléostéens vivants,. Ce phénomène complique la comparaison génétique entre les Téléostéens et les tétrapodes tels que l’homme. Le groupe des Holostéens formé par le lépisosté osseux et le poisson-castor a divergé de cet ancêtre commun avant la duplication complète du génome, ils ont ainsi conservé des relations génétiques biunivoques avec les tétrapodes. Ces deux espèces possèdent également des taux plus lents d’évolution des séquences moléculaires.
Si le lépisosté osseux a déjà été utilisé comme pont génétique entre les Téléostéens et les tétrapodes afin d’identifier des orthologies cachées d’éléments génétiques, la présence d’un seul représentant est insuffisante pour créer une relation comparative fiable entre ces deux groupes.
Aujourd’hui, le lépisosté osseux et le poisson-castor sont les derniers représentants des Holostéens disponibles pour l’évolution des poissons à nageoires rayonnées. La lignée du poisson-castor a divergé de celle du lépisosté osseux il y a plus de 250 millions d’années, ainsi, leur comparaison génomique couvre la majorité de la diversité génomique holostéenne existante,. L'addition du génome du poisson-castor au pont holostéen permet la traduction des changements génétiques et génomiques jusqu'alors sous-jacents dans l'évolution des vertébrés.

#### Illustration de l'utilité du pont holostéen pour la compréhension de l'immunologie évolutive des vertébrés
Chez l'humain, le complexe majeur d'histocompatibilité (CMH) est regroupé sur plus de 200 gènes organisés en trois classes I, II, et III qui jouent divers rôles dans la reconnaissance et la présentation de l'antigène, et l'inflammation. Chez les poissons cartilagineux et les tétrapodes (dont l'humain), les classes I et II sont étroitement liées sur un chromosome, ce qui n'est pas le cas chez les Téléostéens.
L'analyse de l'immunogénome du poisson-castor met en évidence une similaritude dans l'organisation générale du complexe majeur d'histocompatibilité avec celui des tétrapodes et des poissons cartilagineux. De nombreux gènes du complexe majeur d'histocompatibilité du poisson-castor ont des relations orthologues avec ceux des humains, mais aussi avec ceux du poisson-zèbre (appartenant aux Téléostéens). Ainsi, la perte de lien entre les classes de gènes I, II et III chez les Téléostéens est apparue après leur divergence avec les Holostéens. Elle est donc associée à une perte génétique différentielle survenue lors de la duplication complète du génome.

## Liens externes

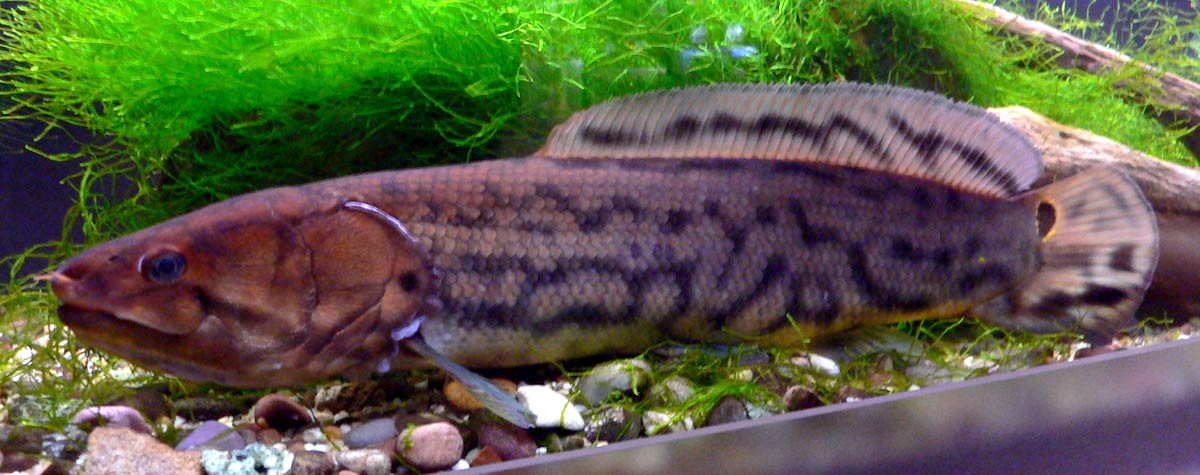